# Giel Haenen
Ludovicus Josephus Wilhelmus (Giel) Haenen (Eijsden, 2 juni 1934 – Maastricht,  30 september 2024) was een Nederlands voetballer die onder contract stond bij Rapid JC, MVV en Fortuna '54.

## Beginperiode
Hij debuteerde op zijn vijftiende in het eerste elftal van vierdeklasser VV Eijsden waar hij als midvoor aan de lopende band scoorde.
De militaire dienstplicht doorkruiste zijn prille carrière. Hij stopte met voetbal maar verkaste in 1954 toch naar MVV. In Maastricht zou hij in het seizoen 1954/55 nooit zijn opwachting maken.
Nadat hij twee jaar geen wedstrijd had gespeeld, haalde trainer Viktor Havlicek (oud-MVV) hem in 1956 naar Rapid JC. Daar maakte hij op 10 maart 1957, thuis tegen NOAD, zijn debuut als vervanger van verdediger Wiel Coerver.

## Doorbraak
Bij Rapid JC beleefde hij zijn doorbraak en ontwikkelde zich tot een stevige voorstopper. Als breekijzer werd hij regelmatig naar de frontlinie gestuurd bij een achterstand. Haenen nao veure, riep dan het publiek en hij scoorde enkele keren belangrijke treffers, meestal kopgoals.

## Overstap naar MVV
Na vijf Kerkraadse jaren vertrok hij naar MVV en ditmaal met succes. Haenen werd aanvoerder en het boegbeeld van de Maastrichtse club. Als captain nam hij op 16 juni 1963 de 'Gouden Ster' in ontvangst. MVV kreeg die onderscheiding omdat de club vijftig jaar onafgebroken op het hoogste niveau uitkwam.
Giel Haenen beleefde zijn topjaren als voetballer. Hij scoorde een hattrick in de uitwedstrijd tegen NAC die MVV met 3-2 won op 8 september 1963.
Als 29-jarige werd hij opgeroepen voor het Nederlands elftal. Alhoewel hij nooit eerder voor vertegenwoordigende elftallen in aanmerking kwam. Bondscoach Elek Schwartz deed een beroep op hem voor de oefeninterland tegen Zweden op 29 april 1964. Haenen was de vervanger van verdediger Hans Kraay die bij Feijenoord een blessure had opgelopen.

## Afsluiten bij Fortuna '54
Zijn laatste jaar (1965/66) bij MVV verliep niet naar wens. Haenen raakte tweemaal geblesseerd (enkel- en armbreuk) en hij liep een schorsing van vier duels op.
Hij besloot zijn loopbaan af te sluiten bij Fortuna '54. De Geleense club zocht een opvolger voor de gestopte Cor van der Hart. Hij was van plan nog drie jaar te voetballen maar als 33-jarige stopte hij in 1967 al na een seizoen.
Haenen kon met het bestuur van Fortuna '54 niet tot overeenstemming komen over zijn contract.

## Verder als trainer
In 1966 had hij het B-diploma, de op een na hoogste trainerslicentie, behaald. Direct na zijn vertrek bij Fortuna'54 ging hij als trainer aan de slag bij RIOS '31. In een interview met Voetbal International van 8 juni 1968 vertelde Haenen dat het trainerschap bij RIOS financieel aantrekkelijker was dan contractspeler blijven bij Fortuna'54.
Zijn grootste trainerssucces boekte hij bij VV Caesar waarmee hij landskampioen in het zondagamateurvoetbal werd in 1971.
Vanaf juni 1986 was hij enkele jaren bestuurslid van MVV. Giel Haenen werkte naast de voetballerij bij Sphinx in Maastricht waar hij een leidinggevende functie had.
Haenen overleed in september 2024 op 90-jarige leeftijd.

## Statistieken

### Clubverband
| Seizoen | Club        | Land      | Competitie | Wed. | Goals |
| ------- | ----------- | --------- | ---------- | ---- | ----- |
| 1956/57 | Rapid JC    | Nederland | Eredivisie | 12   | 0     |
| 1957/58 | Rapid JC    | Nederland | Eredivisie | 32   | 4     |
| 1958/59 | Rapid JC    | Nederland | Eredivisie | 34   | 14    |
| 1959/60 | Rapid JC    | Nederland | Eredivisie | 32   | 4     |
| 1960/61 | Rapid JC    | Nederland | Eredivisie | 31   | 4     |
| 1961/62 | MVV         | Nederland | Eredivisie | 34   | 6     |
| 1962/63 | MVV         | Nederland | Eredivisie | 28   | 2     |
| 1963/64 | MVV         | Nederland | Eredivisie | 29   | 6     |
| 1964/65 | MVV         | Nederland | Eredivisie | 30   | 1     |
| 1965/66 | MVV         | Nederland | Eredivisie | 17   | 0     |
| 1966/67 | Fortuna '54 | Nederland | Eredivisie | 33   | 2     |
| Totaal  | Totaal      | Totaal    | Totaal     | 310  | 43    |

### Nederlands elftal
| Interlands van Giel Haenen | Interlands van Giel Haenen | Interlands van Giel Haenen | Interlands van Giel Haenen | Interlands van Giel Haenen | Interlands van Giel Haenen |
| No.                        | Datum                      | Wedstrijd                  | Uitslag                    | Wedstrijdverband           | Goals                      |
| -------------------------- | -------------------------- | -------------------------- | -------------------------- | -------------------------- | -------------------------- |
| 1.                         | 29 april 1964              | Nederland - Zweden         | 0-1                        | Vriendschappelijk          | 0                          |